# Reon Nozawa
Reon Nozawa (født 21. juli 2003) er en japansk fodboldspiller.
Han har spillet for flere forskellige klubber i sin karriere, herunder FC Tokyo.